# 花山院愛德
花山院愛德（1755年4月14日—1829年4月19日），是江戶時代中後期的公卿；也是藤原北家清華家的花山院家當主。他同時是一位书法家。

## 生涯
花山院愛德在寶曆五年（1755年）出生，是父母中山榮親及勸修寺氏（勸修寺高顯女）的次子。寶曆九年（1759年）敘從五位上，明和六年（1769年）從中山家入繼花山院家，後在安永三年（1774年）昇敘從三位，位列公卿，同年也擔任踏歌節會外弁。
文化十一年（1814年）任內大臣，後曾轉任右大臣，文政三年（1820年）辭職，到文政十二年（1829年）逝世，享年74歲。
| 王位覬覦者        | 王位覬覦者                                | 王位覬覦者        |
| ----------------- | ----------------------------------------- | ----------------- |
| 前任： 花山院長熙 | 花山院家當主 1769年9月13日－1829年4月19日 | 繼任： 花山院家厚 |
| 官衔              |                                           |                   |
| 前任： 今出川實種 | 右大將 1799年4月20日－1815年4月5日        | 繼任： 二條齊信   |
| 前任： 近衛基前   | 內大臣 1814年11月9日－1815年4月5日        | 繼任： 二條齊信   |
| 前任： 鷹司政通   | 右大臣 1820年7月10日－1820年11月20日      | 繼任： 二條齊信   |